# ハットしてキャット
『ハットしてキャット』（The Cat in the Hat）は、2003年のアメリカ映画。原作はDr.スースの児童文学『キャット イン ザ ハット』。日本ではビデオスルーとなった。

## ストーリー
丘と丘の谷間にある町・アンヴィルでは、隔月に一度、住民の持ち回りでホームパーティーが開かれる。今日はシングルマザーのママ・ジョーン（ケリー・プレストン）がパーティーを開く当番の日だ。ママの会社の社長（ショーン・ヘイズ）が超潔癖症の性格のため、自宅が汚れているとママはクビになってしまう。いたずらばかりする問題児・コンラッド（スペンサー・ブレスリン）と、いつもそれを注意するまじめな妹・サリー（ダコタ・ファニング）の兄妹は、家を決して汚さずに留守番をするようママから命じられる。
ところで、ママの恋人であるラリー（アレック・ボールドウィン）は有能な営業マンを装っているが、実はふしだらな性格である。自分の実態を知っているコンラッドを邪魔に感じ、彼を問題児が集まるミリタリースクールに送りたがっていた。自分たちの家を訪問していたラリーが帰宅した後、つまらなそうに留守番をしていたコンラッドとサリーの兄妹は、2階の部屋から物音がしたのに気付く。階段を駆け上って部屋のドアを開けてみると、そこには不思議な帽子を被ったネコ（マイク・マイヤーズ）がいた。かくして子供たちはキャットと過ごすことでハチャメチャな体験をしながら成長していく。

## キャスト
※カッコ内は日本語吹き替え。
- キャット：マイク・マイヤーズ（星野充昭）
- サリー：ダコタ・ファニング（三村ゆうな）
- コンラッド：スペンサー・ブレスリン（常盤祐貴）
- ママ：ケリー・プレストン（渡辺美佐）
- ラリー・クイン：アレック・ボールドウィン（谷口節）
- ミセス・クアン：エイミー・ヒル（片岡富枝）
- フィッシュの声：ショーン・ヘイズ（三ツ矢雄二）
- シングの声：ダン・カステラネタ
- ハンバーフルーブ社長：ショーン・ヘイズ（中村秀利）
- アナウンサー：ダラン・ノリス
- ネヴィンスの声：フランク・ウェルカー
- 仕出し屋のケイト：クリント・ハワード（西村朋紘）
- デニス：ペイジ・ハード
- ダムシュバイツァー：スティーブン・アンソニー・ローレンス
- クラブの常連客：パリス・ヒルトン
- 幹事：キャンディス・ブラウン
- ジム・マクフィニガン：スティーヴン・ヒバート
- ミスター・フォムパタタト：ロジャー・モリセイ
- ナレーション：ヴィクター・ブランド（阪脩）

## スタッフ
- 監督：ボー・ウェルチ
- 製作総指揮：カレン・ケーラ、エリック・マクレオド、モーリーン・ペイロット、グレッグ・テイラー
- 製作：ブライアン・グレイザー
- 脚本：アレック・バーグ、デヴィッド・マンデル、ジェフ・シェイファー
- 音楽：デヴィッド・ニューマン
- 撮影：エマニュエル・ルベツキ
- 編集：ドン・ジンマーマン
- VFX：リズム&ヒューズ・スタジオ

## 評価
本作はRotten Tomatoesで支持率12%、Yahoo! MoviesではD+の評価であり、批評面ではあまり芳しくなかった。

### 受賞・ノミネート
第24回ゴールデンラズベリー賞
- ノミネート：最低作品賞
- ノミネート：最低作監督賞 - ボー・ウェルチ
- ノミネート：最低作助演男優賞 - アレック・ボールドウィン
- ノミネート：最低助演女優賞 - ケリー・プレストン
- ノミネート：最低脚本賞 - アレック・バーグ、デヴィッド・マンデル、ジェフ・シェイファー
- ノミネート：最低スクリーンカップル賞 - マイク・マイヤーズとシング・ワン、もしくはシング・ツー
- 受賞：コンセプトが全てで中身空っぽ賞

第25回ゴールデンラズベリー賞
- ノミネート：25周年最低コメディ賞

## ゲーム版
- ドクタースース - キャット イン ザ ハット
2003年にプレイステーション2とXboxにて横スクロール型のアクションゲームとしてゲーム化もされた。Xbox版は2004年3月25日にXboxワールドコレクションとして日本でも発売された。